# Alice Wilson
Alice Evelyn Wilson MBE, FRSC, FRCGS (Cobourg, 26 agosto 1881 – 15 aprile 1964) è stata una geologa, paleontologa, scienziata, docente e divulgatrice canadese; la prima donna geologa del Canada. I suoi studi scientifici su rocce e fossili nella regione di Ottawa tra il 1913 e il 1963 rimangono un'autorevole fonte di conoscenza.

## Primi anni
Alice Wilson è nata a Cobourg, in Ontario, nel 1881 da suo padre, il dottor John Wilson, professore di lettere classiche all'Università di Toronto. Fin dall'infanzia è stata spesso a contatto con la natura durante le gite in canoa e in campeggio con suo padre e 2 fratelli. Questi viaggi hanno acceso il suo interesse per i fossili e lo studio della geologia. Andare all'aria aperta ha anche aiutato a migliorare la sua salute in difficoltà. Alice proveniva da una famiglia di studiosi, in cui suo padre era un medico. Durante la sua permanenza al college, i suoi fratelli erano già esperti acclamati dalla critica nei rispettivi campi della geologia e della matematica. Così il pensiero accademico e la ricerca della conoscenza scientifica furono incoraggiati.

## Formazione
Nel 1901 la Wilson iniziò a studiare linguaggio moderno e storia al Victoria College di Toronto, inizialmente con l'intenzione di diventare un insegnante. Non terminò l'ultimo anno di studi a causa di problemi di salute. Alla fine completò la sua laurea molti anni dopo, nel 1911. Nonostante fosse idonea a intraprendere un dottorato di ricerca nel 1915, alla Wilson fu ripetutamente negato un congedo retribuito dal Geological Survey of Canada (GSC), anche se all'epoca il GSC concedeva assenze retribuite. Il capo diretto di Alice dal 1920, Edward M. Kindle, sosteneva Alice e voleva che terminasse, si prendesse un congedo e finisse il suo dottorato di ricerca, sebbene altri in ruoli di leadership presso l'SGC valessero molto meno. Per sette anni lei insistette ed alla fine ricevette una borsa di studio dalla Canadian Federation of University Women (CFUW) nel 1926. Anche allora l'SGC contestò il congedo della Wilson. Dopo uno sforzo di pressioni da parte del CFUW, ottenne un congedo e si laureò nel 1929 all'età di 48 anni presso l'Università di Chicago con un dottorato in geologia.

## Carriera
Nel 1907 la Wilson iniziò la sua carriera presso il museo dell'Università di Toronto nella divisione di mineralogia, nonostante non avesse completato la sua laurea. Nel 1909 ottenne un lavoro di assistente presso il Victoria Memorial Museum, quindi divenne ammissibile e assunse un posto di impiegata temporanea presso il Geological Survey of Canada (GSC), che aveva sede presso il Victoria Memorial Museum di Ottawa. Successivamente le fu chiesto di tradurre una parte del Text-Book of Paleontology di Karl Alfred von Zittel dal tedesco all'inglese da Percy Raymond, il quale caldeggiò anche la Wilson perché prendesse un congedo dall'SGC per terminare la sua laurea, che ottenne nel 1910. Nel 1911 tornò e le fu assegnato un posto permanente presso l'SGC. Soltanto nel 1970 ad altre donne fu concesso la stessa posizione.
Prima della partenza del collega Percy Raymond, scrisse due articoli, entrambi i quali registravano nuove specie di animali. Rispettivamente un nuovo branchiopodo e poi un bivalve. Dopo questo in seguito la Wilson incontrò notevoli difficoltà a essere inclusa nel lavoro dei suoi colleghi.
Nel 1916, durante la prima guerra mondiale, il luogo di lavoro della Wilson, il Victoria Memorial Museum, fu chiuso e rioccupato come parlamento in tempo di guerra. Durante questo periodo la Wilson finanziò i suoi progetti con il proprio denaro, studiando anatomia comparata e biologia marina a Long Island, New York. Più tardi la Wilson prese parte allo sforzo in tempo di guerra sul fronte interno, unendosi all'equivalente canadese dell'esercito di terra delle donne. Alla fine della guerra nel 1920, tornò al Victoria Memorial Museum, lavorando ora come assistente paleontologo. Sarebbe stata ulteriormente promossa a geologa associata nel 1940.
Sebbene lavorassero all'SGC, non permettevano alle donne di lavorare insieme agli uomini durante il lavoro sul campo. Quindi la Wilson creò la sua nicchia e lavorò sul campo nei siti locali nell'area di Ottawa, per poi mappare da sola oltre 14.000 km quadrati delle pianure di Ottawa St Lawrence. Per cinquant'anni ha studiato il territorio a piedi, in bicicletta e infine in auto. Il GSC ha pubblicato i risultati del suo lavoro sul campo nel 1946 e la sua Geology of the St. Lawrence Lowland, Ontario e Quebec è stata la prima grande pubblicazione geologica sull'area. Oltre a una discussione completa sulla sua geologia, la Wilson ha trattato le risorse economiche dell'area, tra cui pietra da costruzione, sabbia, ghiaia e acqua potabile. La ricerca della Wilson sulla stratigrafia e paleontologia degli invertebrati degli strati paleozoici del Canada orientale è stata significativa, sebbene i suoi contributi al campo non abbiano ottenuto riconoscimenti fino a dopo il suo ritiro. Nell'Ontario si è concentrata sui fossili di invertebrati durante il periodo Ordoviciano, in particolare sedimenti e fossili nella valle di Ottawa. Nelle Montagne Rocciose e nell'Artico, studiò la fauna dell'Ordoviciano. Durante la Grande depressione, tuttavia, la Wilson dovette spostare la sua attenzione dalle rocce dell'Ordoviciano a quelle del Devoniano, per soddisfare la crescente domanda di petrolio nel Canada occidentale. Uno dei suoi compiti era identificare e classificare tutti gli invertebrati paleozoici per esaminarli. Di conseguenza mise in ordine la National Type Collection of fossils, una collezione di riferimento riconosciuta a livello internazionale.
Dal 1948 al 1958 la Wilson fu docente di Paleontologia al Carleton College (poi Carleton University). La Carleton ha riconosciuto la Wilson sia come geologo che come insegnante ispiratore con una laurea honoris causa nel 1960. La Wilson ha anche lavorato per portare la geologia ad un pubblico più ampio. Ha scritto un libro per bambini, The Earth Beneath our Feet (La terra sotto i nostri piedi), con l'obiettivo di incoraggiare una più ampia conoscenza e interesse per la scienza di cui era così appassionata.
Il lavoro della Wilson sulla ricerca nella geologia e paleontologia nell'area della Cornovaglia, dell'Ontario e delle pianure del St. Lawrence è stato importante per la creazione del Saint Lawrence Seaway che fu costruito nel 1954.
Alice Wilson è diventata un membro rispettato dell'SGC ed ha fatto da mentore a molti giovani geologi attraverso le sue conferenze, viaggi sul campo, pubblicazioni e mostre museali. Tuttavia i suoi colleghi non la chiamarono dottoressa fino al 1945, 16 anni dopo aver conseguito il dottorato di ricerca. Si ritirò due anni dopo, all'età di 65 anni, come richiesto dalla legge, sebbene fossero necessari cinque nuovi assunti per svolgere la sua stessa quantità di lavoro. Mantenne tuttavia suo ufficio presso l'SGC e continuò il suo lavoro nonostante non fosse pagata fino alla sua morte nel 1964.

## Premi e riconoscimenti professionali

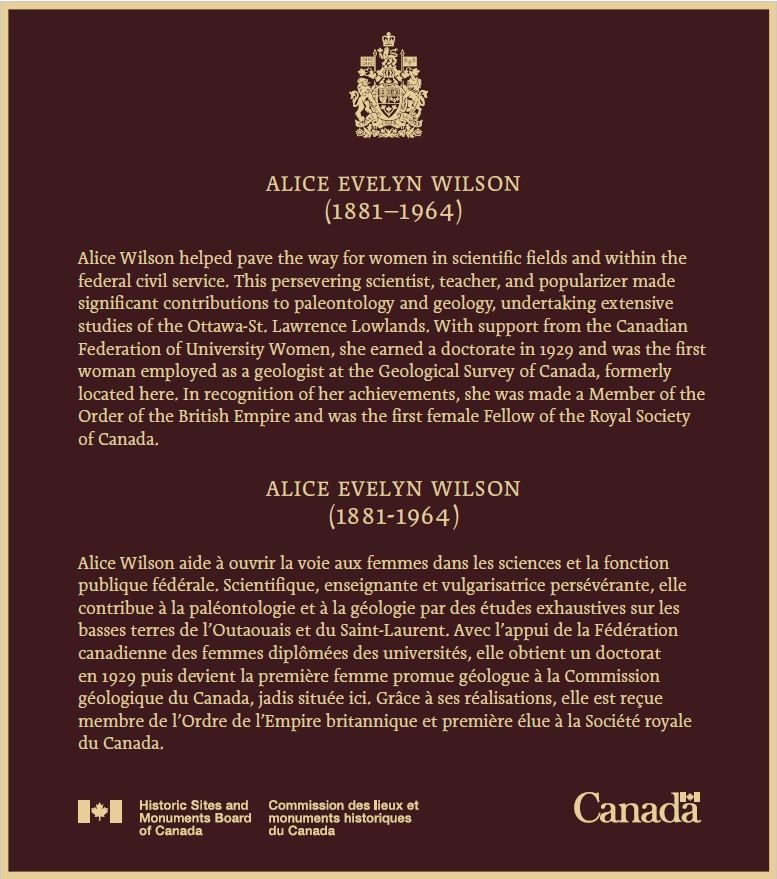

La Wilson è stata la prima donna geologa assunta dal Geological Survey of Canada (1909), una delle prime due donne elette come Fellows della Royal Canadian Geographical Society (1930), la prima donna canadese ad essere ammessa alla Geological Society of America (1936) e la prima donna Fellow della Royal Society of Canada (1938).
Nel 1935, quando il governo di R.B. Bennett stava cercando una donna per una onorificenza nel servizio civile federale, la Wilson fu scelta per diventare un membro dell'Ordine dell'Impero Britannico.
Nel 1991 la Royal Society of Canada ha istituito l'Alice Wilson Awards per le donne studiose emergenti. Alice Wilson fu inserita nella Canadian Science and Engineering Hall of Fame nel 2005.
A partire dal 18 ottobre 2018 il governo del Canada ha dedicato una targa alla Wilson, riconoscendola come "persona di importanza storica nazionale al Canadian Museum of Nature".

## Pubblicazioni selezionate
- 1926. An upper Ordovician Fauna from the Rocky mountains [Fauna dell'Ordoviciano superiore delle montagne rocciose], British Columbia. Bulletin of the Geological Survey of Canada[4]
- 1946: Geology of the Ottawa-St. Lawrence lowland, Ontario and Quebec. [Geologia della pianura di Ottawa-St. Lawrence, Ontario e Quebec], E. sils: Ottawa formation, Ottawa-St. Lawrence Valley. E. Cloutier, Ottawa
- 1951: Gastropoda and Conularida of the Ottawa formation of the Ottawa-St. Lawrence lowland. [Gastropodi e Conulari della formazione Ottawa della pianura Ottawa-St. Lorenzo], E. Cloutier, Ottawa